# Osmanli Dokuma Fabrikasi

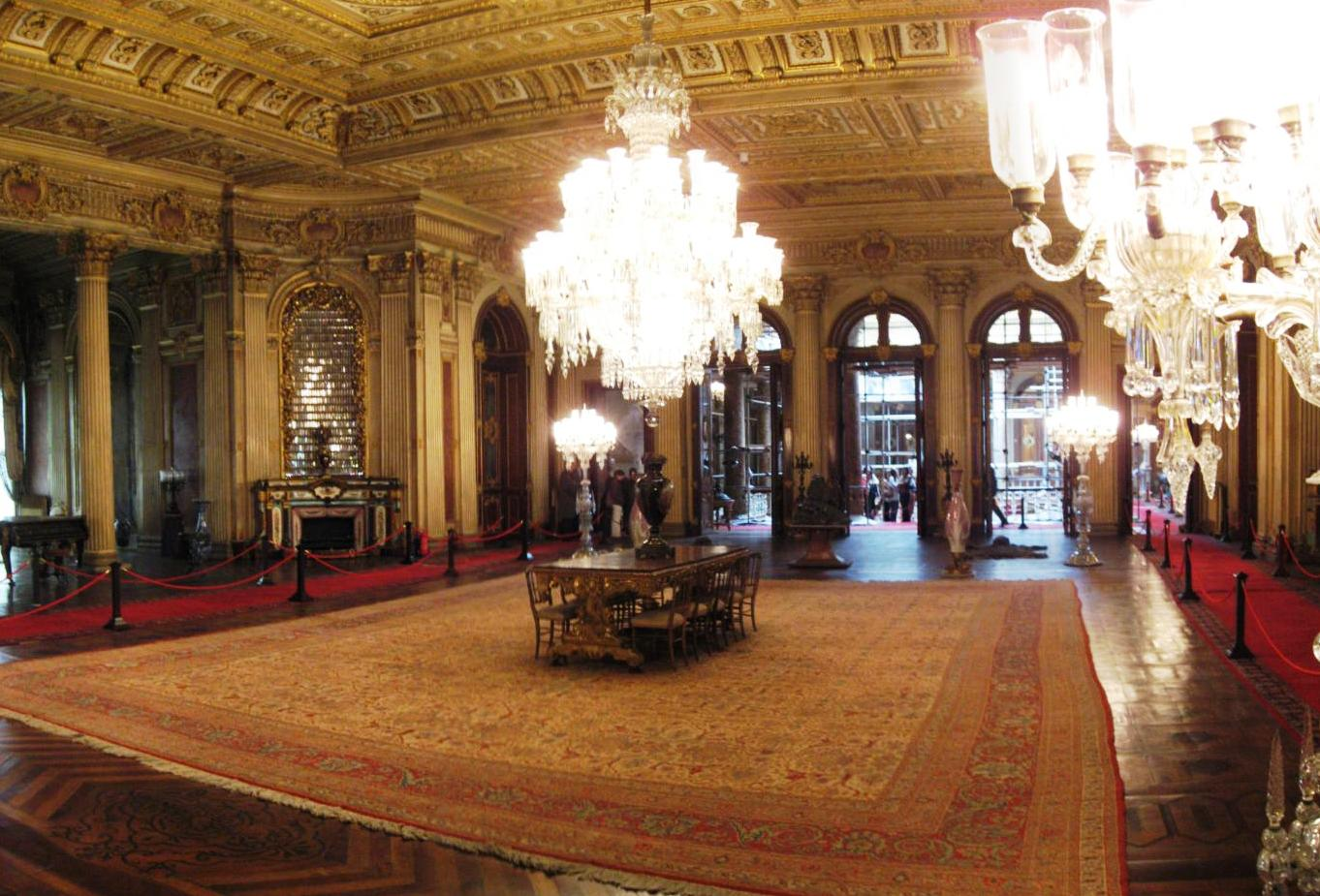
Matta från Hereke i Ambassadörssalen i Dolmabahçepalatset i Istanbul, vilken är på omkring 120 m²

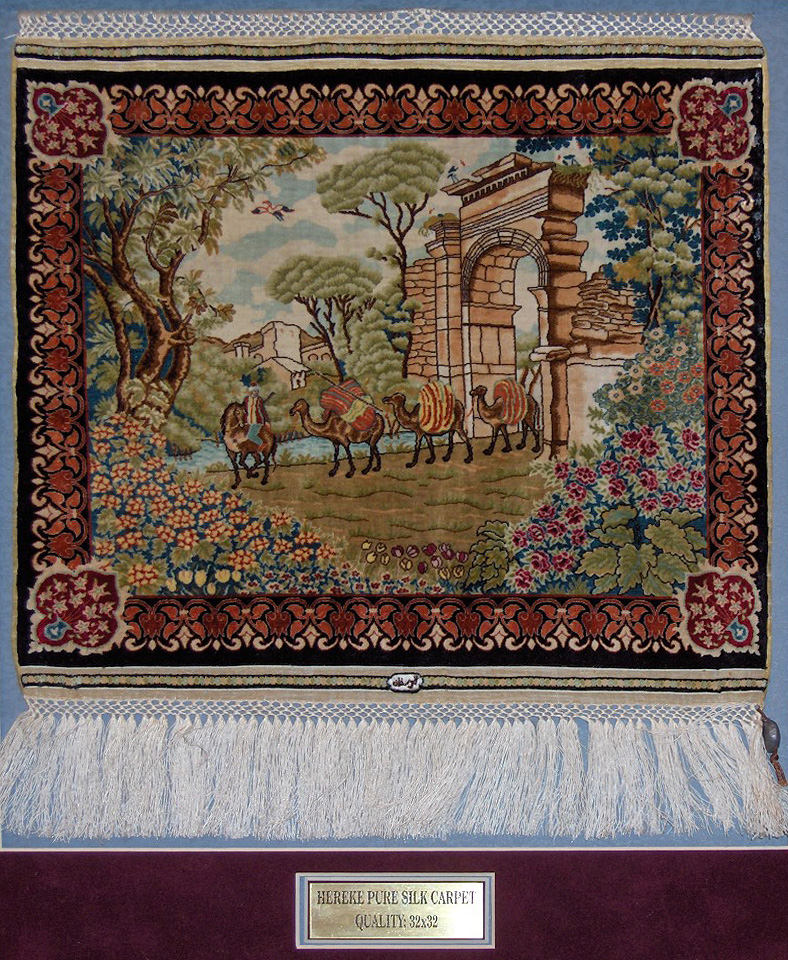
Unik silkesmatta på 0,6 m², 1 900 000 knutar/m² (32x32 knutar/cm²), som tagit 13 år att färdigställa

Osmanli Dokuma Fabrikasi, numera Hereke Hali ve Ipekli Dokuma Fabrikasi ("Herekes silkesväveri och mattfabrik"), är en mattateljé i Hereke i Turkiet, öster om Istanbul, som grundades 1843 av de armeniska bröderna Barutçubaşi Hovahannes Dadyan (1798–1869) och Barutçubaşi Boğos Dadyan (1800–1863) som landets första privata mattfabrik. Den övertogs 1845 av den ottomanska regimen under Sultan Abd ül-Mecid I och inriktades på att leverera mattor och inredning till det osmanska hovet. Fabriken benämndes från 1850 "Hereke Fabrikasi Hümây üzerenu", senare Hereke Dokumahânesi.
Från Frankrike importerades senare jacquardvävstolar och inhyrdes formgivare till vad som då var den största fabriken för vävning av silkesmattor i det osmanska riket. Fabriken började 1891 under Sultan Abd ül-Hamid II (regeringstid 1876–1909) med mattvävning med ett hundratal vävstolar hanterade av mästervävare från Sivas, Lâdik och Manisa. Mönstren utvecklades så småningom till en för Hereke egen stil.
På 1890-talet tillverkades fler än 140 stora mattor och 115 bönemattor till Dolmabahçepalatset i Istanbul, som sammanlagt försågs med 4 454 kvadratmeter mattor från byggnadsprojektets egen mattateljé och från verkstaden i Hereke, som uppfördes 1843–1856 under sultan Abd ül-Mecid I:s styre. Mattor vävdes också som statsgåvor från den osmanske sultanen till andra kungahus. Fabriken har specialiserat sig på högkvalitativa och tätknutna silkes- och ullmattor. Fabriken har många kvinnliga vävare. En enskild matta kan ta mellan fem månader och två år att färdigställa med en vävning av 2–2,5 centimeter per vävare och dag.
Under Sultan Mehmet V Reshads senare regeringsår (regeringstid 1909–1918) omvandlades fabriken i Hereke gradvis till ett väveri också för yllemattor. Den fortsatte som Hereke Hali ve Ipekli Dokuma Fabrikasi ("Herekes silkesväveri och mattfabrik"), ägd av den turkiska banken Sümerbank, under perioden som republik efter det osmanska rikets fall och övertogs 1995 av Direktoratet för administrationen av Turkiets nationella palats. Den fungerar både som fabrik och som museum.
Fabriken vävde 1898 en matta på 468 kvadratmeter för mottagningsrummet i gästbyggnaden Şale Kiosk i det kejserliga palatskomplexet Yildizpalatset i Istanbul, vilken var den största mattan i Turkiet.
Bredvid huvudbyggnaden vid stranden av Marmarasjön finns "Kaiser Vilhelm II Kösku", en träpaviljong som byggdes inför ett besök av den tyske kejsaren Wilhelm II till mattateljén. Paviljongen är öppen för allmänheten som ett museum.